# Ты — репортёр
«Ты — репортёр» — проект группы компаний РИА Новости по публикации фото, видео и текстовых сообщений, присланных пользователями.

## О проекте
Самостоятельный интерактивный мультимедийный проект гражданской журналистики «Ты — репортер» создан в феврале 2010 года на базе информационного портала РИА Новости. Каждый пользователь Интернета мог предложить свой материал для публикации на сайте. На ленте «Ты — репортер» появлялись только авторские фото и/или видеоиллюстрации, сделанные очевидцем на месте события.
26 марта 2014 года проект «Ты — репортёр» прекратил своё существование после реорганизации агентства РИА Новости. Информация об этом сохранилась только в официальном паблике проекта в социальной сети Вконтакте. 

### Спецпроекты
RapInfo — Dino MC 47 и ST рассказывал о самых актуальных новостях недели в стиле хип-хоп.

## Награды
- 2010 — Премия Рунета в номинации «Культура и массовые коммуникации» (от материнской компании «Роспечать»)[3]
- 2010 — Международная премия WSA Mobile в номинации «Медиа и новости»[4]
- 2011 — Диплом финалиста конкурса инноваций IBC2011 Innovation Awards в номинации «Создание контента»[5]